# Mustafa Hasani
Mustafa Hasani (ur. 9 października 1967 w Sarajewie) – bośniacki teolog muzułmański pochodzenia albańskiego, profesor nauk teologicznych specjalizujący się w fikhu, ibadzie i fatwie.

## Życiorys
W 1986 roku ukończył naukę w medresie Gazi Husrev-bega w Sarajewie, w ciągu następnych 8 lat odbył studia licencjackie oraz podyplomowe na Wydziale Nauk Islamskich Uniwersytetu w Sarajewie. W 2011 roku obronił pracę magisterską zatytułowaną Uloga muftije i fetve u društvenom i vjerskom životu muslimana Bosne i Hecegovine, a w 2011 roku obronił pracę doktorską pod tytułem Tumačenje i primjena normi šerijatskog prava o mješovitim brakovima u Bosni i Hercegovini u periodu 1930-1940. godine. Odbywał również specjalizacje w Centrum Nauki Języka Arabskiego dla Obcokrajowców w Kairze (2000), na Uniwersytecie Kairskim (2006) oraz w Centrum Al-Karadawiego w Dosze (2013).
Pracował jako wykładowca na ukończonym przez siebie wydziale w latach 2001–2011, przez następne 5 lat był docentem. Od 2016 do 2022 roku był profesorem nadzwyczajnym, po czym został profesorem zwyczajnym. Jednocześnie w latach 2016–2023 pełnił funkcję prodziekana do spraw finansów, a w 2023 został dziekanem.

## Publikacje[1]

### Książki
- Uloga muftije i fetve u društvenom i vjerskom životu muslimana Bosne i Hercegovine (2001)
- Dženaza: upute i propisi (2013)
- Tumačenje i primjena normi šerijatskog prava o mješovitim brakovima u Bosni i Hercegovini u periodu 1930-1940. godine (2014)
- Fakultet islamskih nauka u Sarajevu 1977-2017 (2018)
- Snaga porodice (2020; ISBN 9789958235399)
- Uloga vakufa u razvoju Fakulteta islamskih nauka (2020; ISBN 9789958622823)
- Vjeronauka za 4 razred srednjih škola (2020; ISBN 9789958235665)
- Hadž u savremenom društvenom kontekstu, šerijatskopravni izazovi u vremenu sve većeg broja hadžija (2021; ISBN 9879958622922)
- Zbirka zadataka iz šerijatskog nasljednog prava (2021; ISBN 9879958622953)

### Kroniki i bibliografie
- Katalog izdanja Fakulteta islamskih nauka u Sarajevu (1977.-2005.) (2005)
- Ibadat (Hrestomatija) (2005)
- Prilog bibliografiji radova iz fikha objavljenih u periodici u vremenu od 1995. do 2004. godine (2007)
- Imamet (hrestomatija) (2008)
- Fakultet islamskih nauka Univerziteta u Sarajevu 1977-2017 (2017)